# Mallada sumatrensis
Mallada sumatrensis är en insektsart som först beskrevs av Peter Esben-Petersen 1926. 
Mallada sumatrensis ingår i släktet Mallada och familjen guldögonsländor. Inga underarter finns listade i Catalogue of Life.